# Acrolophus psammophila
Acrolophus psammophila är en fjärilsart som beskrevs av Edward Meyrick 1931. Acrolophus psammophila ingår i släktet Acrolophus och familjen Acrolophidae. Inga underarter finns listade i Catalogue of Life.